# Сећање на задњег кловна
Сећање на задњег кловна је музички албум крагујевачке панк групе Човек без слуха, издат 1999. године у издавачкој кући Чешњак рекордс.

## Списак песама
1. Блеф
2. Сећања
3. Добар план
4. Давитељ
5. Реци не
6. Параноик
7. Шта није у реду
8. Веруј
9. Без излаза